# Excastra albopilosa
Excastra Tweed, Ashman & Ślipiński, 2024 è un genere monospecifico di coleotteri appartenente alla famiglia Cerambycidae. Unico rappresentante conosciuto del genere è la specie Excastra albopilosa.

## Etimologia
Il nome è stato scelto dallo scopritore della specie, l'australiano James Tweed nel 2024 dopo il primo avvistamento casuale di un esemplare, scambiato inizialmente per una deiezione di uccello, in un'area boschiva della regione di Gold Coast, in Australia, e richiama l'origine campestre del ritrovamento (nel nome di specie) e la vistosa pelosità di colore bianco caratteristica dell'animale.

## Descrizione
Questo coleottero, lungo intorno ai 10 millimetri e dalle zampe rosse, presenta un esoscheletro peloso, che si pensa possa essersi evoluto per imitare un insetto che è stato ucciso da un fungo, come modo per scoraggiare eventuali predatori.